# Mamoru Morimoto
Mamoru Morimoto (jap. 森本葵 Morimoto Mamoru; ur. 11 lipca 1939, zm. 28 lutego 2021 w Mitace) – japoński lekkoatleta.
W 1962 zdobył dwa medale igrzysk azjatyckich: złoty w biegu na 800 metrów z czasem 1:52,66 s i brązowy w sztafecie 4 × 400 m z czasem 3:14,6 s. W 1963 wywalczył dwa medale uniwersjady: złoty na 800 m i srebrny na 1500 m. W 1964 wystartował na igrzyskach olimpijskich w biegu na 800 m, odpadając w półfinale po zajęciu 6. miejsca w swoim biegu z czasem 1:47,7 s. W 1966 został brązowym medalistą igrzysk azjatyckich na 800 m z czasem 1:49,6 s.
Trzykrotny mistrz Japonii na 800 m (1960, 1961, 1963).
W latach 1962–1964 pięciokrotnie ustanawiał rekordy Japonii w biegu na 800 metrów – do wyniku 1:47,4, który to pozostał rekordem kraju aż do 1993.